# トゥエンティーセブン
トゥエンティーセブンは、2004年12月に山佐から発売されたパチスロ（4.7号機）。ビッグボーナスを持たないCタイプ機である。

## 概要
パチスロ史上最多となる27個の有効ラインを持った機種である。これは3リール×3マスの表示部において、全リールに上中下段の停止位置に関係なく絵柄が出現すれば入賞（またはリプレイ）絵柄が揃うということを意味する。
この機種はCタイプであり、1回のレギュラーボーナス（REG）の獲得枚数は112枚程度であるが、ストック機のため、REGが連チャンする。初当たりのREGからの連チャン確率は99％（公称）である。なお、27ラインのため、REGの内部抽選確率は1/10以上となっており、ストック切れの心配はないといってよい。山佐の他の機種にも設置されているビッグバンモード（本機での名称は「ジャックポット」）はこの機種にも搭載されており、中段一直線に7が揃うとジャックポットに突入するが、中段以外で7が揃ってもジャックポットの可能性はある。ジャックポットに突入すると平均27連チャンという驚異的な継続率となるが、REGの連チャンのため、ジャックポットの獲得枚数は平均3000枚程度である。
この機種は液晶ディスプレイを搭載せず、ドットと色が変わるリールランプと音声によって演出を行っている。